# Агнесса Ангальт-Дессауская
Фридерика Амалия Агнесса Ангальт-Дессауская (нем. Friederike Amalie Agnes von Anhalt-Dessau; 24 июня 1824, Дессау — 23 октября 1897, Хуммельсхайн) — принцесса Ангальт-Дессауская, в замужестве герцогиня Саксен-Альтенбургская.

## Биография
Агнесса — дочь герцога Леопольда IV и его супруги принцессы Фридерики Прусской.
28 апреля 1853 года в Дессау она вышла замуж за наследного принца Эрнста I Саксен-Альтенбургского, который вскоре после этого вступил на герцогский престол под именем Эрнста I. Супруг приходился Агнессе троюродным братом. Их общим прадедом был Карл II, великий герцог Мекленбург-Стрелицкий. Несмотря на отсутствие наследника, брак оказался счастливым, и Эрнст очень любил свою жену. Агнесса прославилась тонким вкусом и считалась талантливой художницей. Она также занималась благотворительностью и активно участвовала в уходе за ранеными во время Франко-прусской войны.
В царствование императора Александра III была пожалована Большим крестом ордена Святой Екатерины.

## Потомки
В браке у Агнессы помимо умершего в младенческом возрасте сына родилась дочь:
- Мария (1854—1908), замужем за принцем Альбрехтом Прусским
- Георг (1856)